# Suhayb ibn Sinan
Ṣuhayb ibn Sinān (in arabo ﺻﻬﻴﺐ ﺑﻦ ﺳﻨﺎﻥ‎?; 586 circa – Medina, 658/9) è stato un Compagno del profeta Maometto.
D'origine araba nobiliare, figlio di un regnante del Vicino Oriente, fu chiamato Ṣuhayb al-Rūmī, cioè "Il Romeo" (ossia "il Bizantino"), poiché era stato preso schiavo in Vicino Oriente (nell'attuale Iraq) dai Bizantini che lo avevano educato secondo i principi della cultura greco-latina. Comperato in un mercato di schiavi da un Qurayshita, si convertì nella Dar al-Arqam, diventando così uno dei primi fedeli del messaggio proclamato da Maometto ma la tradizione dice che gli fu impossibile partecipare fin dall'inizio all'Egira, essendo tenuto sotto stretta sorveglianza dal suo padrone pagano.

Sfuggito alla sorveglianza, fu scoperto ma riuscì comunque nel suo intento di raggiungere i suoi correligionari pagandosi da sé stesso la propria manomissione.
Le sue doti spirituali, sociali e belliche (era un eccellente tiratore con l'arco) lo resero un personaggio d'una certa importanza a Medina e l'alta considerazione in cui era tenuto fu confermata dai primi tre Califfi ortodossi. 
Fu inumato nel cimitero medinese del Baqīʿ al-Gharqad.